# Peltorhamphus tenuis
Peltorhamphus tenuis är en fiskart som beskrevs av James 1972. Peltorhamphus tenuis ingår i släktet Peltorhamphus och familjen flundrefiskar. Inga underarter finns listade i Catalogue of Life.